# Гужевое
Гужевое — посёлок в Тюменском районе Тюменской области России. Входит в состав Успенского муниципального образования.

## География
Посёлок находится на юго-западе Тюменской области, в пределах юго-западной части Западно-Сибирской низменности, при железнодорожной линии Екатеринбург — Тюмень, на расстоянии примерно 21 километра (по прямой) к западу-юго-западу от города Тюмени, административного центра области и района. Абсолютная высота — 91 метр над уровнем моря.

### Климат
Климат резко континентальный, с холодной продолжительной зимой и тёплым относительно коротким летом. Среднегодовая температура — 0,7 °C. Средняя температура воздуха самого холодного месяца (января) — −17,2 °C (абсолютный минимум — −46 °C); самого тёплого месяца (июля) — 17,8 °C (абсолютный максимум — 39 °С). Безморозный период длится 121 день. Среднегодовое количество атмосферных осадков составляет 470 мм, из которых 365 мм выпадает в тёплый период. Продолжительность залегания снежного покрова составляет в среднем 151 день.

### Часовой пояс
Посёлок Гужевое, как и вся Тюменская область, находится в часовой зоне МСК+2. Смещение применяемого времени относительно UTC составляет +5:00.

## Население
| 2010 |
| ---- |
| 32   |

### Половой состав
По данным Всероссийской переписи населения 2010 года в половой структуре населения мужчины составляли 46,9 %, женщины — соответственно 53,1 %.

### Национальный состав
Согласно результатам переписи 2002 года, в национальной структуре населения русские составляли 98 % из 51 чел.